# 托依堡勒迪乡
托依堡勒迪乡，是中华人民共和国新疆维吾尔自治区阿克苏地区沙雅县下辖的一个乡镇级行政单位。

## 行政区划
托依堡勒迪乡下辖以下地区：
琼古勒巴格村、色日克苏盖提村、尤库日库勒达希村、奥吐拉库勒达希村、阿克村、阿牙克库勒达希村、萨依巴格村、阿克艾日克村、英阿克艾日克村、博孜村、克其克古勒巴格村、音其开村、塔勒克艾日克村、古如其阔坦村、库木托喀依村、英汗旦村、硝日协海尔村、阿勒迪尔村、库如勒库木村、卡拉奥拉克村、苏帕库木村、萨拉斯提村、噢披砍村、鹿场村和伊格孜墩村。